# Kup Srbije 2011-2012
La Kup Srbije u fudbalu 2011-2012 (in cirillico Куп Србије у фудбалу 2011-2012, Coppa di Serbia di calcio 2011-2012), fu la 6ª edizione della Kup Srbije.
Il detentore era il Partizan. In questa edizione la coppa fu vinta dalla Stella Rossa (al suo 3º titolo, 24ª coppa nazionale in totale) che sconfisse in finale il Borac Čačak.

## Coppe regionali 2010-11
Le vincitrici delle 5 coppe regionali si qualificano al turno preliminare della coppa principale.

### Vojvodina
```
QUARTI DI FINALE
 - 25.05.2011
Senta - Donji Srem                                 0-3
Radnički N.Pazova - Dunav S.Banovci                1-1 (10-9 dcr)
Sloga Temerin - Jedinstvo B.Karađorđevo            0-0 (4-2 dcr)
Kikinda - Radnički Bajmok                          vince il Kikinda

SEMIFINALI
 - 08.06.2011
Donji Srem - Sloga Temerin                         1-1 (4-3 dcr)
Kikinda - Radnički N.Pazova                        1-0

FINALE
 - 15.06.2011 a 
Pećinci

Donji Srem - Kikinda                               1-0
```

### Belgrado
```
QUARTi DI FINALE
 - 04 e 11.05.2011
Hajduk Belgrado - Palilulac Krnjača                3-3 (4-5 dcr)
Lepušnica Glogonjski Rit - OFK Žarkovo             1-0
Posavac Tišma Boljevci - Radnički Rudovci          0-1
Šumadija Jagnjilo - Sinđelić Belgrado              1-0

SEMIFINALI
 - 25.05 e 01.06.2011
Radnički Rudovci - Palilulac Krnjača               0-0 (3-4 dcr)
Lepušnica Glogonjski Rit - Šumadija Jagnjilo       0-4

FINALE
 - 15.06.2011
Šumadija Jagnjilo - Palilulac Krnjača              3-0
```

### Regione Ovest
```
QUARTI DI FINALE
 - 25.05.2011
Mačva Šabac - Železničar Lajkovac                  7-0
Jasenica 1911 S.Palanka - Partizan Bumbarevo Brdo  0-0 (5-4 dcr)
Zlatar Nova Varoš - Sloboda Čačak                  vince lo Zlatar
Šumadija 1903 Kragujevac - Sloga Kraljevo          vince il Šumadija

SEMIFINALI
 - 08.06.2011
Sloga Kraljevo - Zlatar Nova Varoš                 2-1
Jasenica 1911 S.Palanka - Mačva Šabac              0-3

FINALE
 - 16.06.2011 a 
Šabac

Mačva Šabac - Sloga Kraljevo                       0-0 (4-2 dcr)
```

### Regione Est
```
SECONDO TURNO
 - 08.06.2011
Moravac Orion Mrštane - Radnički Niš               0-1
Radnički Lubnica - Trstenik PPT                    0-3
Radnički Pirot                                     esentato

SEMIFINALI
 - 15.06.2011
Radnički Niš - Radnički Pirot                      2-0
Trstenik PPT                                       esentato

FINALE
 - 18.06.2011
Radnički Niš - Trstenik PPT                        0-0 (5-3 dcr)
```

### Kosovo
```
Vince il Trepča
[
2
]
```

## Formula
La formula è quella dell'eliminazione diretta, in caso si parità al 90º minuto si va direttamente ai tiri di rigore senza disputare i tempi supplementari (eccetto in finale). Gli accoppiamenti sono decisi tramite sorteggio; in ogni turno (eccetto le semifinali, dove il sorteggio è libero) le "teste di serie" non possono essere incrociate fra loro.
La finale si disputa di regola allo Stadio Partizan di Belgrado; se i finalisti sono Partizan e Stella Rossa si effettua un sorteggio per decidere la sede; se i finalisti sono Partizan ed un'altra squadra si gioca allo Stadio Stella Rossa. Quest'anno la finale è in programma allo Stadio Karađorđe di Novi Sad.

### Calendario
| Turno                | Numero di incontri | Squadre | Entrano a questo turno                                                                           | Date                      |
| -------------------- | ------------------ | ------- | ------------------------------------------------------------------------------------------------ | ------------------------- |
| Turno preliminare    | 7                  | 39 → 32 | ultime 9 classificate della Prva Liga Srbija 2010-2011 5 squadre vincenti delle coppe regionali  | 31 agosto 2011            |
| Sedicesimi di finale | 16                 | 32 → 16 | 16 squadre della Superliga serba 2010-2011 prime 9 classificate della Prva Liga Srbija 2010-2011 | 21 settembre 2011         |
| Ottavi di finale     | 8                  | 16 → 8  | –                                                                                                | 26 ottobre 2011           |
| Quarti di finale     | 4                  | 8 → 4   | –                                                                                                | 23 novembre 2011          |
| Semifinali           | 2 + 2              | 4 → 2   | –                                                                                                | 21 marzo / 11 aprile 2012 |
| Finale               | 1                  | 2 → 1   | –                                                                                                | 16 maggio 2012            |

### Squadre partecipanti
Partecipano 39 squadre: le 16 della SuperLiga 2010-2011, le 18 della Prva liga 2010-2011 e le 5 vincitrici delle coppe regionali 2010-2011.
Le vincitrici delle coppe regionali 2010-2011 sono: Donji Srem (Vojvodina), Šumadija Jagnjilo (Belgrado), Mačva Šabac (Ovest), Radnički Niš (Est) e FK Trepča (Kosovo e Metochia).
SuperLiga
- Borac Čačak
- BSK Borča
- Hajduk Kula
- Jagodina
- Javor Ivanjica
- Metalac
- Novi Pazar
- OFK Belgrado
- Partizan
- Rad Belgrado
- Radnički Kragujevac
- Sloboda Point Sevojno[4]
- Smederevo
- Spartak Zlatibor voda
- Stella Rossa
- Vojvodina

Prva liga
- Banat Zrenjanin
- Bežanija
- Čukarički
- Donji Srem
- Inđija
- Kolubara
- Mladi Radnik
- Mladost Lučani
- Napredak Kruševac
- Novi Sad
- Proleter Novi Sad
- Radnički Niš
- Radnički Sombor
- Sinđelić Niš
- Srem
- Teleoptik

Srpska liga
- BASK Belgrado
- Dinamo Vranje
- Mačva Šabac
- Radnički Šid
- Šumadija Jagnjilo
- Zemun

Zonska liga
- FK Trepča

## Turno preliminare
Viene disputato dalle ultime 9 classificate della Prva Liga Srbija 2010-2011 e dalle 5 vincitrici delle coppe regionali. 
| Squadra 1         | Risultato       | Squadra 2     |
| ----------------- | --------------- | ------------- |
| 31.08.2011        |                 |               |
| Bežanija          | 0 – 0 (4-5 dtr) | Novi Sad      |
| Mladi Radnik      | 0 – 2           | Teleoptik     |
| Radnički Niš      | 4 – 0           | Dinamo Vranje |
| Donji Srem        | 4 – 0           | Radnički Šid  |
| Mačva Šabac       | 0 – 0 (1-3 dtr) | Srem          |
| FK Trepča         | 0 – 1           | Kolubara      |
| Šumadija Jagnjilo | 1 – 0           | Zemun         |

## Sedicesimi di finale
Il sorteggio si è tenuto il 9 settembre 2011 presso la sede del Centro sportivo della Federcalcio serba a Stara Pazova.
| Squadra 1             | Risultato       | Squadra 2             |
| --------------------- | --------------- | --------------------- |
| 20.09.2011            |                 |                       |
| Metalac               | 3 – 0           | Srem                  |
| 21.09.2011            |                 |                       |
| Novi Pazar            | 0 – 3           | Partizan              |
| Radnički Kragujevac   | 0 – 0 (4-2 dtr) | Rad Belgrado          |
| Sloboda Point Sevojno | 1 – 1 (4-2 dtr) | Teleoptik             |
| Javor Ivanjica        | 1 – 0           | Novi Sad              |
| Hajduk Kula           | 0 – 1           | Kolubara              |
| Borac Čačak           | 4 – 1           | Radnički Sombor       |
| Mladost Lučani        | 1 – 2           | Stella Rossa          |
| Donji Srem            | 0 – 1           | Vojvodina             |
| Radnički Niš          | 0 – 1           | OFK Belgrado          |
| Napredak Kruševac     | 0 – 2           | Spartak Zlatibor voda |
| Banat Zrenjanin       | 2 – 0           | BSK Borča             |
| Smederevo             | 1 – 0           | BASK Belgrado         |
| Čukarički             | 0 – 0 (3-5 dtr) | Proleter Novi Sad     |
| Šumadija Jagnjilo     | 2 – 2 (5-6 dtr) | Inđija                |
| 27.09.2011            |                 |                       |
| Sinđelić Niš          | 1 – 2           | Jagodina              |

## Ottavi di finale
Il sorteggio si è tenuto il 29 settembre 2011 nella sede di Agrobanka (sponsor della FSS).
| Squadra 1             | Risultato       | Squadra 2           |
| --------------------- | --------------- | ------------------- |
| 25.10.2011            |                 |                     |
| Stella Rossa          | 1 – 0           | Banat Zrenjanin     |
| 26.10.2011            |                 |                     |
| Partizan              | 3 – 1           | Metalac             |
| Spartak Zlatibor voda | 1 – 1 (5-4 dtr) | Radnički Kragujevac |
| Sloboda Užice         | 1 – 1 (2-4 dtr) | Smederevo           |
| Jagodina              | 1 – 1 (2-4 dtr) | Javor Ivanjica      |
| OFK Belgrado          | 5 – 0           | Kolubara            |
| Inđija                | 1 – 2           | Vojvodina           |
| Proleter Novi Sad     | 0 – 0 (1-4 dtr) | Borac Čačak         |

## Quarti di finale
Il sorteggio si è tenuto il 2 novembre 2011 all'hotel Balkan di Belgrado.
| Squadra 1    | Risultato       | Squadra 2             |
| ------------ | --------------- | --------------------- |
| 23.11.2011   |                 |                       |
| OFK Belgrado | 0 – 2           | Partizan              |
| Stella Rossa | 4 – 0           | Smederevo             |
| Vojvodina    | 1 – 0           | Javor Ivanjica        |
| Borac Čačak  | 0 – 0 (4-2 dtr) | Spartak Zlatibor voda |

| Arbitro: | Vlado Glođović |

|  |           |                        |
|  | Marcatori | 6’ Diarra 55’ Marković |

| Arbitro: | Dragan Krstić |

|  |                      |  |
|  | Tiri di rigore 4 – 2 |  |

| Arbitro: | Danilo Mihajlović |

|             |           |  |
| Oumarou 87’ | Marcatori |  |

| Arbitro: | Majo Vujović |

|                                             |           |  |
| Bruno Mezenga 31’ 60’ Evandro 42’ Borja 77’ | Marcatori |  |

## Semifinali
| Squadra 1    | Totale | Squadra 2 | Andata     | Ritorno    |
| ------------ | ------ | --------- | ---------- | ---------- |
|              |        |           | 21.03.2012 | 11.04.2012 |
| Stella Rossa | 4 – 0  | Partizan  | 2 – 0      | 2 – 0      |
| Borac Čačak  | 1 – 0  | Vojvodina | 0 – 0      | 1 – 0      |

### Andata
| Čačak 21 marzo 2012, ore 14:00 UTC+1 | Borac Čačak         | 0 – 0 referto | Vojvodina | Stadion Borca (1 500 spett.)\| Arbitro: \| Milenko Vukadinović \| |
| Arbitro:                             | Milenko Vukadinović |               |           |                                                                   |

| Arbitro: | Milorad Mažić |

|                            |           |  |
| Milunović 19’ Kasalica 75’ | Marcatori |  |

### Ritorno
| Arbitro: | Milan Karadžić |

|  |           |              |
|  | Marcatori | 65’ Knežević |

| Arbitro: | Milorad Mažić |

|  |           |                       |
|  | Marcatori | 63’ Lazović 81’ Borja |

## Finale
La finale sarebbe dovuta essere disputata allo Stadio Karađorđe, ma a metà aprile il FK Vojvodina e la città di Novi Sad hanno rinunciato ad organizzare la partita. Il 26 aprile 2012 la FSS ha annunciato che l'evento si sarebbe disputato allo Stadion Mladost di Kruševac.
| Squadra 1    | Risultato | Squadra 2   |
| ------------ | --------- | ----------- |
| 16.05.2012   |           |             |
| Stella Rossa | 2 – 0     | Borac Čačak |

| Arbitro: | Milorad Mažić (Vrbas) |

| |            | |
| Evandro 40’ Borja 85’ | Marcatori  | |
| Boban Bajković Nikola Mikić Nikola Maksimović Duško Tošić Filip Mladenović Srđan Mijailović (Cadú 80') Luka Milivojević Evandro Goebel Darko Lazović (Luka Milunović 78') Filip Kasalica (Marko Vešović 89') Cristian Borja | Formazioni | Nikola Milojević Bogdan Miličić Aleksandar Ignjatović Siniša Radanović Stevan Reljić Vasilije Prodanović Stefan Spirovski (58' William Alves) Marko Mugoša (70' Marko Zoćević) Filip Knežević Jovan Radivojević (82' Miloš Živanović) Marko Pavićević |
| Robert Prosinečki | Allenatori | Slavko Vojičić |

## Classifica marcatori
| Pos. | Giocatore        | Squadra                      | Reti |
| ---- | ---------------- | ---------------------------- | ---- |
| 1    | Cristian Borja   | Stella Rossa                 | 4    |
| 2    | Evandro Goebel   | Stella Rossa                 | 3    |
| 2    | Zvonimir Vukić   | Partizan                     | 3    |
| 2    | Milan Purović    | OFK Belgrado                 | 3    |
| 3    | Tamás Takács     | OFK Belgrado                 | 2    |
| 3    | Đorđe Despotović | Spartak                      | 2    |
| 3    | Filip Kasalica   | Sloboda Užice / Stella Rossa | 2    |
| 3    | Ognjen Mudrinski | Jagodina                     | 2    |